# Moment of Glory Tour
Moment of Glory Tour es la décima quinta gira mundial de conciertos de la banda alemana de hard rock y heavy metal Scorpions, para promocionar el álbum Moment of Glory de 2000. Comenzó el 16 de junio de 2000 en el recinto Festwiese de Finsterwalde en Alemania y culminó el 30 de septiembre del mismo año en el recinto Cow Palace de Daly City en los Estados Unidos. Gracias a este pequeño tour sinfónico, permitió que durante las siguientes giras la banda tocara diversos conciertos con orquestas sinfónicas invitadas.

## Antecedentes
Desde 1995, la Orquesta Filarmónica de Berlín estuvo buscando una banda internacional para crear un proyecto que uniera la música clásica con la música popular. Tras haber escogido a Scorpions, ambas agrupaciones decidieron extender el proyecto para el año 2000 para presentarlo en la EXPO 2000 que se realizó en Hannover, ciudad natal de la banda alemana. Antes de presentarse en dicha exposición mundial, Scorpions inició la gira promocional con dos conciertos por Alemania; una en Finsterwalde (16 de junio) y otra en Weißenfels (17 de junio). Finalmente, el 21 y 22 de junio se presentaron en la EXPO 2000 con la orquesta filarmónica, en el que contaron con Lynn Lyechty y Ray Wilson como cantantes invitados en las canciones «Here In My Heart» y «Big City Nights» respectivamente, y con la participación especial del coro de niños Gumpoldtskirchener Spatze en «Moment of Glory».
Tras ello dieron dos conciertos más por Alemania y el 26 de agosto se presentaron en Cracovia ante más de 750 000 personas, siendo la afluencia más alta de público en la cual se han presentado hasta ese entonces. Las últimas fechas de esta corta gira se realizaron en los Estados Unidos, en donde el director de orquesta Scott Lawton estuvo a cargo de la conducción de la filarmónica.

## Listado de canciones
Durante las escasas 11 presentaciones por tres países, la banda tocó dos listados de canciones. La primera fue el setlist sinfónico, el mismo grabado en el DVD Moment of Glory Live, no obstante, en las fechas por los Estados Unidos se agregaron las versiones orquestadas de «Send Me an Angel» y «No One Like You». Por su parte, el segundo listado se tocó en algunos conciertos por ciudades alemanas y Cracovia, en donde interpretaron sus clásicas canciones de hard rock y heavy metal. A continuación ambos listados de canciones dadas en Cracovia, Polonia, y en Daly City, California, en los Estados Unidos.
1. «Loving You Sunday Morning»
2. «We'll Burn the Sky»
3. «Coast to Coast»
4. «Holiday»
5. «Big City Nights»
6. «Tease Me Please Me»
7. «He's a Woman She's a Man»
8. «The Zoo»
9. «Kottak Attack»
10. «Dynamite»
11. «Six String Sting»
12. «You and I»
13. «Still Loving You»
14. «Wind of Change»
15. «Rock You Like a Hurricane»
16. «When the Smoke is Going Down»

1. «Hurricane 2000»
2. «We Don't Own the World»
3. «Send Me an Angel»
4. «We'll Burn the Sky»
5. «The Zoo»
6. «Here in My Heart» (cover de Tiffany
7. «Big City Nights»
8. «Wind of Change»
9. «Deadly Sting Suite» («Noches de Moscú»/«Crossfire»/«He's a Woman She's a Man»/«Dynamite»)
10. «Still Loving You»
11. «Holiday»
12. «No One Like You»
13. «Hurricane 2000»

## Fechas
| Fecha            | País           | Ciudad         | Recinto/Festival            | Notas                                                                       |
| Europa           | Europa         | Europa         | Europa                      | Europa                                                                      |
| ---------------- | -------------- | -------------- | --------------------------- | --------------------------------------------------------------------------- |
| 16 de junio      | Alemania       | Finsterwalde   | Festwiese                   |                                                                             |
| 17 de junio      | Alemania       | Weißenfels     | Schlosshof                  |                                                                             |
| 21 de junio      | Alemania       | Hannover       | TUI Arena                   | concierto sinfónico con Orquesta Filarmónica de Berlín durante la EXPO 2000 |
| 22 de junio      | Alemania       | Hannover       | TUI Arena                   | concierto sinfónico con Orquesta Filarmónica de Berlín durante la EXPO 2000 |
| 24 de junio      | Alemania       | Güstrow        | Podium Club                 |                                                                             |
| 30 de junio      | Alemania       | Balingen       | Bang Your Head Festival     |                                                                             |
| 26 de agosto     | Polonia        | Cracovia       | Aeropuerto Kraków-Pobiednik | teloneados por Budka Suflera                                                |
| Norteamérica     |                |                |                             |                                                                             |
| 15 de septiembre | Estados Unidos | Columbia       | Merriweather Post Pavilion  |                                                                             |
| 27 de septiembre | Estados Unidos | West Hollywood | Key Club                    |                                                                             |
| 28 de septiembre | Estados Unidos | Los Ángeles    | Greek Theatre               | teloneados por Night Ranger                                                 |
| 30 de septiembre | Estados Unidos | Daly City      | Cow Palace                  | teloneados por Night Ranger                                                 |

## Músicos
- Klaus Meine: voz
- Rudolf Schenker: guitarra rítmica
- Matthias Jabs: guitarra líder
- Ralph Rieckermann: bajo
- James Kottak: batería
- Orquesta Filarmónica de Berlín